# Kurundwad
Kurundwad o Kurandvad o Kurandwad (també apareix com Kuruntwad o Kurantwad) fou un estat tributari protegit a l'agència de Kolhapur o dels Estats Marathes del Sud, a la presidència de Bombai que es va dividir en dos branques: Sènior i Júnior. El tribut total era de 962 lliures que pagava la branca sènior per compte pròpia i de la branca júnior. En tot l'estat hi havia tres municipalitats, la capital, Maindargi i Dudhani. La bandera de les dues branques era rectangular de color safrà, el color maratha (diferents tonalitats portaren a la confusió de banderes diferents, vermella i safrà).

## Capital
Kurundwad era la capital, situada a 16° 41′ N, 74° 38′ E / 16.683°N,74.633°E a la unió del Panchganga i el Kistna, amb una població el 1881 de 7.138 i el 1901 de 10.451 habitants. Antigament estava emmurallada. A un km hi ha uns ghats pels banys al Kistna. L'aigua ve del Panchganga. Els palaus dels dos prínceps estaven a la ciutat on també hi ha un temple dedicat a Vixnu. No fou part del territori concedit inicialment al Nilkant Rao, sinó que fou cedida després pel raja de Kolhapur en inam (una forma de tinença). Al darrer terç del segle XIX es va establir la municipalitat.

## Branques
Kurandvad Sènior estava format per la ciutat de Kurandvad (població 10.451), que era la capital, i 37 pobles dels quals Tikota estava enclavat dins del districte de Bijapur i Wategaon dins el districte de Satara, aïllats de la resta, la qual en la major part (25 pobles) estava al sud de Belgaum i la resta (10) a la vall del Kitsna barrejats amb territori britànic, i de Sangli, de Kolhapur i de Miraj. La superfície era de 479 km² i la població el 1881 de 35.187 i el 1901 de 42.474 habitants dels quals la majoria (34.000) hindús (4.500 musulmans i 3500 jains).
Kurandvad Júnior també tenia capital a Kurandvad, compartida amb l'altra branca, i tenia 34 pobles, 17 a la rodalia i generalment al sud de Belgaum, 15 prop de la frontera amb els dominis del nizam d'Hyderabad i en part el districte de Sholapur, i 2 enclavats dins de l'estat de Kolhapur. La superfície era de 295 km² i la població el 1881 de 25.811 persones i el 1901 de 34.003 habitants.

## Història
L'estat de Kurandvad fou concedit el 1733 pel peshwa maratha a un membre de la família Patvardhan de nom Trimbak Rao I (àlies Appa Sahib) a canvi de serveis militars. Trimbak i el seu fill Nilkanth Rao van morir el 1771 (el segon en batalla el 3 de març de 1771). El 1811 es va dividir en dues parts: Kurandvad i Shedbal. Aquesta darrera fou concedida pel peshwa a Ganpat Rao, nebot de Nilkant Rao. El tractat de 1819 amb els britànics establia una posició dominant de la primera sobre la segona. Posteriorment el principat es va tornar a dividir el 5 d'abril de 1854 d'acord amb el govern britànic, Raghunath Rao II sobirà de Kurundwad i el seu nebot Ganpat Rao de Shedbal, i els germans de Raghunath, Harihar Rao, Vinayak Rao i Trimbak Rao, rebent aquestos tres una part de l'estat en indivisió. El 1857 va morir Ganpat Rao i la branca de Shedbal va passar als britànics per la doctrina del lapse, al mancar hereus directes. Quan Trimbak Rao va morir el 1869 sense hereus mascles, la seva part (excepte un inam que va passar a Raghunat Rao) va passar a Harihar Rao i Vinayak Rao, i el territori es va conformar com un principat conegut per Kurandvad Júnior, mentre Raghunath Rao dirigia la branca sènior.

## Llista de rages

### Kurandwand
- Trimbak Rao I (àlies Appa Sahib) 1733-1771
- Nilkant Rao (àlies Dada Sahib) 1771 (fill)
- Raghunath Rao I (àlies Dada Sahib) 1771-1801 (fill)
- Trimbak Rao II (àlies Appa Sahib) 1801-? (fill)
- Keshav Rao (àlies Baba Sahib) ?-1827 (fill)
- Raghunath Rao II (àlies Dada Sahib) 1827-1854/1876 (fill)

### Kurundwand Sènior
- Raghunath Rao II (àlies Dada Sahib) 1827/1854-1876 (fill)
- Chintaman Rao I (àlies Bala Sahib) 1876-1908 (fill)
- Bhalchandra Rao I (àlies Anna Sahib) 1908-1927 (fill)
- Chintaman Rao II (àlies Bala Sahib) 1927-1948 (fill) (+ 15 de gener de 1980)
  - Rani Sita Bai Sahib, regent 1927-1942 (mare)

### Kurundwad Júnior

#### Govern conjunt de tres germans
- Harihar Rao I 1854-abans de 1877
- Vinayak Rao I 1854-1876
- Trimbak Rao I 1854-1869 (línia extinta)

#### Branca d'Harihar
- Ganpat Rao I (àlies Bapu Sahib) abans de 1877-1899 (fill d'Harihar)
- Madhav Rao (àlies Vhau Sahib) 1899-1931 (fill)
- Ganpat Rao II (àlies Bapu Sahib) 1931-1942 (fill)
- Raghunath Rao (àlies Dada Sahib) 1942-1948 (+ 19 de febrer de 2007)

#### Branca de Vinayak
- Harihar Rao (àlies Daji Sahib) 1876-1911 (fill de Vinayak)
- Vinayak Rao II (àlies Nana Sahib) 1911-1932 (fill)
- Trimbak Rao II (àlies Bapu Sahib) 1932-1934 (germà)
- Ganpat Rao III (àlies Tatya Sahib) 1934-1948 (fill) (+ 1 de desembre de 2004)

### Branca de Shedbal
- Ganpat Rao 1811-1857 (fill de Kanher Rao, el germà petit de Milkant Rao)